# Чарна-Вода (город)
Чарна-Вода (пол. Czarna Woda) — город в Польше, входит в Поморское воеводство, Старогардский повят. Занимает площадь 27,75 км². Население — 3223 человека (на 2004 год).

## История
Статус города получил 1 января 1993 года.